# Graham McVilly
Graham McVilly, auch Graeme McVilly, (* 4. Mai 1958 in Hobart; † 21. April 2002 in Huntingdon, Vereinigtes Königreich) war ein australischer Radrennfahrer, der auf Straße und Bahn aktiv war.

## Sportliche Laufbahn
Graham McVilly war einer der erfolgreichsten Straßenradrennfahrer Australiens in den 1970er Jahren. Zweimal – 1970 und 1971 – wurde er australischer Meister im Straßenrennen, 1976 wurde er Vizemeister. Dreimal – 1971, 1973 und 1974 – gewann er das australische Rennen Herald Sun Tour, nachdem er 1969 und 1970 jeweils Zweiter geworden war. 1975 belegte er bei der australischen Meisterschaft im Zweier-Mannschaftsfahren Rang drei, gemeinsam mit Laurie Venn. 1978 wurde er zum dritten Mal australischer Meister, in der Mannschaftsverfolgung auf der Bahn. 1979 siegte er im Eintagesrennen Grafton to Inverell Cycle Classic. 
1971 und 1973 wurde er Radsportler des Jahres in Australien.
Nach Beendigung seiner Radsportkarriere wandte sich McVilly dem Pferdesport zu. Er starb 2002 im Alter von 43 Jahren nach einem Reitunfall während eines Turniers in Großbritannien.

## Ehrungen
1971 und 1973 wurde Graham McVilly als Australiens Radsportler des Jahres mit der Sir Hubert Opperman Trophy ausgezeichnet. 2001, ein Jahr vor seinem Tod, wurde er als eine von drei „Legenden“ der Herald Sun Tour geehrt. 2008 wurde er in die Tasmanian Cycling Hall of Fame aufgenommen. 2012, anlässlich seines zehnten Todestages, wurde vom Southern Tasmanian Cycling Club erstmals das Graeme McVilly Memorial Race organisiert.

## Erfolge

### Straße
1970
- Australischer Meister – Straßenrennen

1971
- Australischer Meister – Straßenrennen
- Herald Sun Tour

1973
- Herald Sun Tour

1974
- Herald Sun Tour

### Bahn
1978
- Australischer Meister – Mannschaftsverfolgung